# Amazonides rufomixta
Amazonides rufomixta är en fjärilsart som beskrevs av George Francis Hampson 1903. Amazonides rufomixta ingår i släktet Amazonides och familjen nattflyn. Inga underarter finns listade i Catalogue of Life.